# Bernard Verlhac
Bernard Verlhac, també conegut pel nom artístic de Tignous (pronunciat: [tiɲus]), (París, 21 d'agost de 1957 - París, 7 de gener de 2015) va ser va ser un historietista i caricaturista francés mort durant l'atemptat a la seu del Charlie Hebdo de gener de 2015. Tenia ascendència occitana.
A banda de Charlie Hebdo, també col·laborà a la revista satírica Fluide Glacial i a la revista d'actualitat Marianne.

## Publicacions
- 1991: On s'énerve pour un rien, éditions La Découverte
- 1999: Tas de riches, éditions Denoël
- 2006: Le Sport dans le sang, éditions Emma Flore
- 2008: C'est la faute à la société, (treball col·lectiu), éditions 12 bis
- 2008: Le Procès Colonna, éditions 12 bis
- 2010: Pandas dans la brumes, éditions Glénat
- 2010: Le Fric c'est capital, éditions 12 bis
- 2011: Cinq ans sous Sarkozy, éditions 12 bis